# Ardeshir Irani

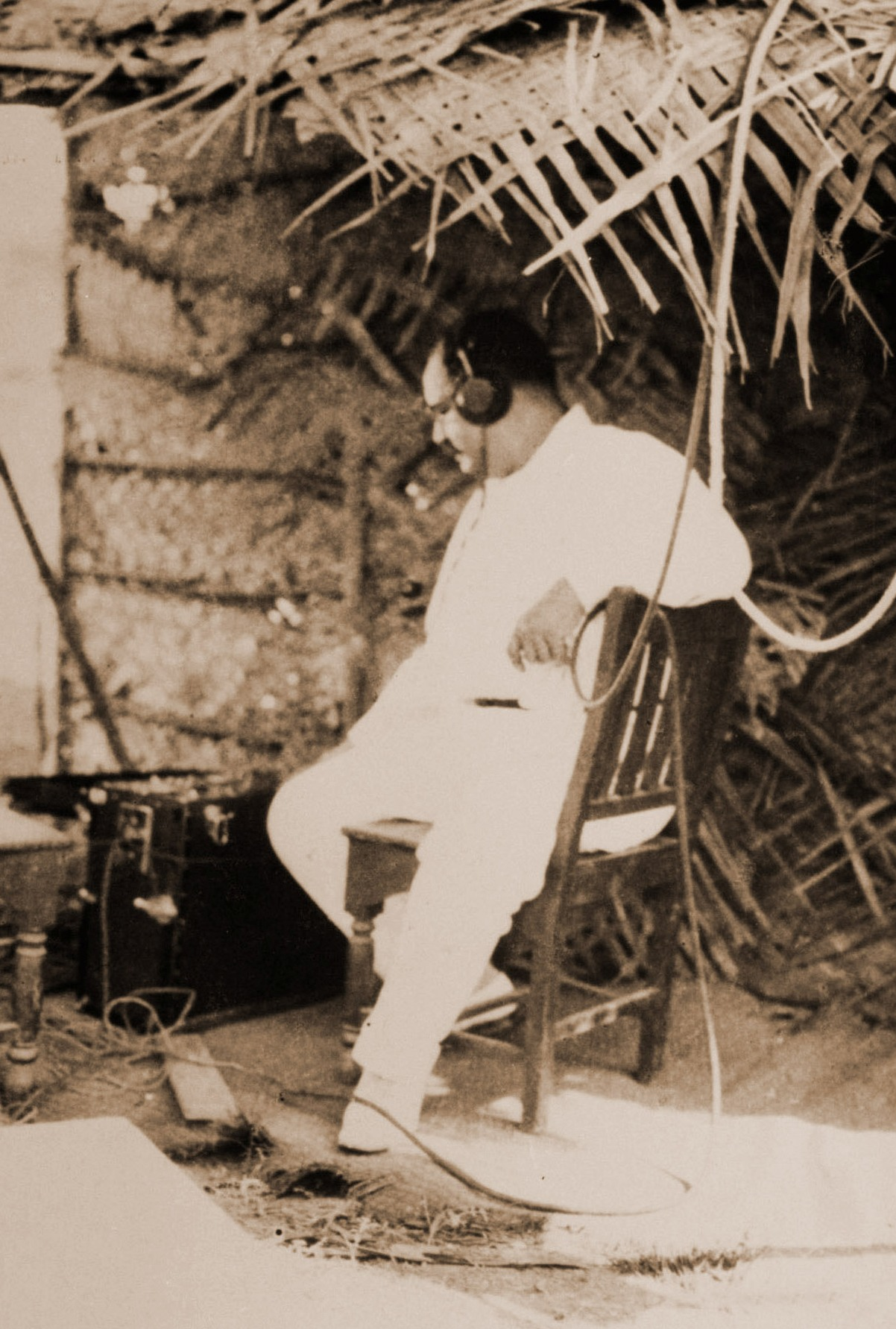
Ardeshir Irani

Ardeshir Marwan Irani (* 5. Dezember 1886 in Pune; † 14. Oktober 1969 in Bombay, Maharashtra) war ein indischer Filmproduzent und Filmregisseur. Er nutzte seine eigene Vertriebsstruktur und wurde so zu einer der einflussreichsten frühen indischen Filmpersönlichkeiten.

## Biographie
Nach einigen kleinen Jobs stieg Irani in den Phonograph- und Instrumentenhandel seines Vaters in Bombay ein. Für Universal wurde er deren Repräsentant in Westindien und kam so mit der Filmbranche in Kontakt. Mit Abdulally Esoofally übernahm er 1914 die Filmtheater Alexandra und Majestic Theatre in Bombay und sie ließen sie mit ausländischen, aber auch einheimischen Filmen bespielen. Die Zusammenarbeit mit Esoofally funktionierte über mehrere Jahrzehnte. 1920 wendete sich Irani der Filmproduktion zu, um seine Kino selbst mit ausreichend neuen Filmen versorgen zu können. Er gründete zu diesem Zweck mit Bhogilal K. M. Dave die Gesellschaft Star Film. 1922 veröffentlichten sie die Großproduktion Veer Abhimanyu, eine mythologische Geschichte aus dem Mahabharata. An der Produktion des unter der Regie von Manilal Joshi entstandenen Films sollen 5000 Personen teilgehabt haben. Hauptrollen übernahmen Fatma Begum, die erste indische Filmregisseurin und -produzentin, und ihre Tochter Sultana.
1923 gründete Irani Majestic Films und stellte die jungen Regisseure Naval Gandhi und Bhagwati Prasad Mishra ein. Als eine von mehreren Ko-Regieen Irani-Gandhi entstand 1924 der bekannteste Film des Studios, Paap No Fej. 1925 wurde aus Majestic Film die ebenso kurzlebige Gesellschaft Royal Art Studios und 1926 die große Filmgesellschaft Imperial Films.
Diese entwickelte sich zu einer der größten Filmproduktionsfirmen des frühen indischen Films. 1931 entstand bei Imperial Films unter Iranis Regie mit Alam Ara der erste indische Tonfilm. Während der Tonfilmzeit produzierten sie Filme in neun verschiedenen Sprachen. Darunter mit Dukhtar-e-Lur (1933) den ersten Tonfilm auf Persisch. Zahlreiche Schauspieler starteten ihre Karriere bei Imperial Films, darunter Prithviraj Kapoor und Mehboob Khan.
Irani blieb auch in der zweiten Hälfte der 1930er Jahre ein innovativer Filmproduzent, er besorgte sich die nötige Ausrüstung für Farbfilmproduktion und 1937 erschien mit Kisan Kanya der erste einheimische indische Farbfilm in den Kinos. Im darauffolgenden Jahr wurde Imperial Films jedoch insolvent. Danach produzierte Ardeshir Irani nur noch einen Film, Pujari (1946). Er blieb jedoch Mitglied der Indian Motion Picture Producers Association (IMPPA), deren erster Präsident er 1933 war.